# SEGA Driving Studio
Sega Driving Studio (també conegut com a Sega Racing Studio) és una empresa desenvolupadora de videojocs establerta des del 2006 i situada a Solihull, Anglaterra. Aquest estudi forma part de l'empresa Sega. El seu objectiu és crear videojocs de curses i/o conducció pel mercat occidental. L'estudi fou radicalment expandit en el 2007 d'un inicial petit grup de persones a un equip amb més de 60 empleats arrossegant talents d'altres grans desenvolupadors britànics com Rockstar Games, Rare, Codemasters i Criterion Games.
La seva missió era crear jocs de conducció per al temps que el mercat occidental que retia homenatge al llegat de Sega en el gènere, inclòs el desenvolupament dels IPs de carreres noves per Sega, que mai han fet encara.
L'estudio de desenvolupament desitjava créixer per poder "ser un multi-sku, estudi multi-joc"i desenvolupar mateixos títols al mateix temps. L'equip va ser anomenat autònoma de Sega al mateix temps que segueix sent part de l'organització.

## Videojocs creats per Sega Driving Studio
- Sega Rally Revo (2007)